# Nicomede Bianchi
Nicomede Bianchi (Reggio nell'Emilia, 19 settembre 1818 – Torino, 6 febbraio 1886) è stato un politico, patriota e storico italiano.
Fu senatore del Regno d'Italia nella XIV legislatura.

## Biografia
Compì i primi studi presso i Gesuiti, nella sua città natale, poi, si laureò in medicina presso l'Università di Parma nel 1844. Completò il suo percorso accademico a Vienna l'anno seguente grazie ad un sussidio ducale.
Dopo la fuga del duca Francesco V da Modena il 21 marzo 1848, Bianchi fu nominato segretario generale del governo provvisorio di Reggio. Recatosi in missione presso il quartier generale sardo, conobbe personalmente il re Carlo Alberto di Savoia.  Questo incontro lo spinse, una volta rientrato nella sua città natale a dimettersi dall'incarico e a propagandare per l'annessione di Reggio al Regno di Sardegna. In breve entrò in un accesso conflitto ideologico con i repubblicani reggiani, in particolar modo con il loro esponente di punta, il conte Giovanni Grilenzoni, rientrato dalla Svizzera dopo un esilio di ben ventisei anni. Il 21 giugno dello stesso anno i territori dell'ex-ducato estense vennero ufficialmente annessi al Regno di Sardegna.
Con la firma dell'armistizio di Salasco ed il conseguente ritorno del duca Francesco V a Modena, Bianchi ed altri patrioti, tra i quali il futuro senatore Luigi Chiesi, dovettero lasciare Reggio per il Piemonte. Qui gli fu assegnata la cattedra di storia e geografia presso il collegio nazionale di Nizza. Da questo momento Bianchi iniziò un'intensa attività di storico, incominciata nel 1852 con la pubblicazione de I ducati estensi dall'anno 1815 all'anno 1850 con documenti inediti, e di redattore di manuali di geografia, scienza che riteneva intrinsecamente legata alla storia. Nonostante questa svolta nella sua carriera, mantenne solidi contatti con i patrioti rimasti a Reggio.
Nel 1860, trasferitosi a Torino, Bianchi fu dapprima chiamato a far parte della commissione incaricata di redigere i programmi e le norme delle scuole e degli istituti tecnici del Regno sardo, e successivamente nominato direttore del Convitto nazionale e poi preside del R. Ginnasio e R. Liceo del Carmine in Torino (oggi Liceo classico Cavour). Fu nominato segretario generale della Pubblica Istruzione dal ministro Giuseppe Natoli. Nel dicembre 1865 Bianchi rassegnò le dimissioni dall'incarico governativo e ritornò a Torino. Contemporaneamente entrò nuovamente in conflitto con il repubblicano Grilenzoni, suo concittadino, che proprio in quell'anno era stato eletto Senatore del Regno. Nello specifico Bianchi accusò il suo avversario, tra le altre cose, di aver inviato due suppliche a Francesco V affinché potesse rientrare a Reggio dall'esilio e di essersi opposto all'annessione al Piemonte dei territori ex-estensi nel 1848. Il 1865 fu particolarmente significativo per Nicomede Bianchi poiché proprio in quell'anno iniziò ad uscire una delle sue opere più celebri: Storia documentata della diplomazia europea in Italia dall'anno 1814 all'anno 1861.
Nel dicembre 1870 fu nominato direttore dell'Archivio di Stato di Torino, che venne riformato e ampliato arricchendolo con la documentazione dei ministeri e delle vecchie istituzioni sabaude. Quattro anni più tardi fu nominato sopraintendente degli archivi piemontesi. Eletto consigliere comunale a Torino, fu nominato assessore alla Pubblica Istruzione. Si batté contro l'introduzione dell'insegnamento della religione cattolica nelle scuole, reso obbligatorio a partire dal 1877.
Il 12 giugno 1881 fu nominato Senatore del Regno d'Italia.
Fece parte della Commissione per l'Esposizione nazionale di Torino del 1884. Fu uno dei primi venti consiglieri della costituenda Società Italiana degli Autori ed Editori, convenuti a Milano (palazzo Marino) il 22 aprile 1882. La delibera della SIAE che notifica la sua nomina porta la data del giorno successivo.
La morte, sopraggiunta a Torino il 6 febbraio 1886, gli impedì di portare a compimento la sua ultima fatica: la Storia della Monarchia piemontese dal 1773 al 1861.

## Opere
- Geografia comparata degli Stati antichi e dell'Italia per le scuole secondarie, Torino-Milano, Casa Editrice Italiana.
- I ducati estensi dall'anno 1815 all'anno 1850 con documenti inediti, Torino, Società Editrice Italiana, 1852 (2 voll.).
- Vicende del mazzinianesimo politico e religioso dal 1832 al 1854, Savona, Dai tipi di Luigi Sambolino, 1854.
- Storia della politica austriaca rispetto ai sovrani e ai governi italiani dall'anno 1791 al maggio 1857, Savona, Dai tipi di Luigi Sambolino, 1857.
- (FR)  Question italienne. La maison de Savoie et l'Autriche. Documents inédits extraits de la correspondence diplomatique du comte Joseph de Maistre, Torino, 1859.
- (FR)  La réstauration du duc de Modène François V,Archiduc d'Autriche et la tranquillité de l'Italie, Nizza, Impr. du "Nizzardo", 1859.
- Memorie del generale Carlo Zucchi, Milano, Torino, M. Guigoni, 1861.
- Il conte Camillo di Cavour: documenti editi e inediti, Torino, Unione Tipografica-Editrice, 1863.
- Storia documentata della diplomazia europea in Italia dall'anno 1814 all'anno 1861, Torino, Napoli: dall'Unione tipografico-editrice, 1865-1872 (8 voll.).
- Prima relazione triennale della direzione dello Archivio di Stato in Torino, anni 1871-1872-1873, Torino, Vincenzo Bona, 1874.
- Carlo Matteucci e l'Italia del suo tempo, Roma-Torino-Firenze, Fratelli Bocca, 1874.
- Le materie politiche relative all'estero degli Archivi di Stato piemontesi, Bologna-Modena, N. Zanichelli; Roma [etc.], Fratelli Bocca, 1876.
- Storia della Monarchia piemontese dal 1773 al 1861, Roma-Torino-Firenze, Fratelli Bocca, 1877-1885 (4 voll.).
- Le carte degli archivi piemontesi: politici, amministrativi, giudiziari, finanziari, comunali, ecclesiastici e di enti morali, Torino [etc.], Fratelli Bocca, 1881.